# 設計史
设计史是对设计的历史的研究。“设计”这个概念可以从两个方面来理解。一是从纯粹观念的角度，认为设计是一种改造客观世界的构思和想法，二是从学科发展演变的角度出发，认为设计是一种行业性的称呼。
按照第一种观点，设计的历史可以追述至人类产生之初，甚至可以说设计的出现是人类产生的标志。按照第二种说法，则设计只能是指工业革命之后围绕机器化生产进行的“有目的的活动”，这只是一段很短的历史。在這一系列設計史的探討中，我們採納了第一種觀點，它能比較全面的涵蓋設計的歷史演進。

## 石器時代
人类设计意识的萌生过程大约经历了石器时代漫长的200-400万年。

### 旧石器時代
勞動和語言的产生是人类自意识的觉醒，标志着人类进入了旧石器时代。这时，人类开始制造和使用工具。工具的材料是利用天然和现成的石块、泥巴、竹木、兽骨等，制作的方法主要是选择后直接使用或者进行一些简单的现成组合、改造。改造的方法主要是利用石块的互相敲击形成新的便于使用的新形状，非常粗陋和原始。我们现在能看到的当时的工具有砍砸器、刮削器、尖状器，这些工具各自都有不同的用途。

### 新石器时代
对火和磨制技术、钻孔技术的掌握，标志着人类进入了新石器时代，也标志着人类掌握了创作性劳动的方法，摆脱了只能利用现成自然物的局限。这时的工具仍然以石器为主，但是这些石器和旧石器时代相比，在工艺上已经有了很大的进步。
在新石器时代，出现了第一次社会大分工，因而，石制农业工具（如：镰、锄、镢、铲）和狩猎工具（如：弓箭、鱼钩、鱼网）成为这个时期设计的最主要成果。陶土、纤维等新材料逐渐广泛运用，利用制陶技术和纺织技术可以制作出更丰富的人造物。
从考古发现可以看到，这时，陶器皿的器型已经很丰富，和功能结合得很紧密，炊煮器、饮食器、汲水器、储物器的分别已经很清楚。陶器皿上广泛的运用装饰纹样进行装饰，是人类文字和审美活动的开始，是人类艺术活动产生的前奏。
将植物纤维或者动物毛发搓捻成绳，然后制作套索、网等工具，并进而在结网技巧的基础上形成了原始的手工编制和织造技术，生产出人类早期的布料和衣物。纺轮和纺锤已经出现。
由于农业的出现，人类已经能够开始定居生活，因而摆脱穴居和巢居的生活方式，出现了各种原始建筑样式，如：风篱、帐篷等。其后更出现了长期、固定建筑——干栏式建筑，并形成了一定规模的建筑群落——村落。
最先出现的交通运输工具是船，开始只是利用整根木头挖凿的独木舟，随后在非洲、亚洲、欧洲都出现了成熟的造船技术，这其中以北欧的维京人的造船技术最为著名。车的出现比船稍晚，但车的制造需要解决轮、轴等技术问题，因而代表着交通运输技术的一次飞跃。现存的最早的四轮“车”是在挪威发现的公元前7世纪的木制车。

## 手工业时代
手工业时代的设计最重要的特征是对金属材料的运用和纯粹依靠手工工艺的生产过程。在陶器之后，首先是青铜，其后是铁被广泛的应用在人类的生产、生活领域，造就了设计的青铜时代和铁时代，给后世留下大量伟大的作品。以金和银为代表的贵重金属也陆续出现，并在手工艺中得到大量应用。
在新石器时代长期积累的基础上，人类完成了第二次社会大分工，手工业成为独立的行业，手工工匠专心于器具的制作，建筑、手工艺、服饰等专业、独立的行业性设计逐渐出现和发展完善起来，创造了辉煌的手工业文明。
在这一时期，古代埃及、古代两河流域、古代希腊和罗马、古代中国的成就是非常突出的。

### 早期手工业时代

#### 埃及
古代埃及的建筑成就闻名于世，集中体现于对神庙和金字塔的建造中。神庙建筑主要是砖石结构的承柱式建筑，“柱廊”是这种建筑样式的突出特点。由于大量使用柱子，因而形成了丰富多样的埃及柱式。金字塔则完全使用巨大的石块砌造而成，石块之间不使用任何粘合剂，完全靠石块之间叠压咬合的力量来形成金字塔整体，其设计思想、设计方法和建造技术都令人叹为观止。
古代埃及的制陶技术有了长足进步，开始使用轮制技术制做较薄壁的精陶器，还出现了釉料和玻璃，并进而形成了琉璃工艺。到了新王国时期，著名的琉璃制品“雪花石瓶”已经风靡地中海。在国王的棺椁和陪葬物中也都有大量的琉璃制品，图坦卡蒙王墓中鱼形琉璃壶、琉璃枕头等都是很精美的手工艺品。除了琉璃制品，古代埃及的黄金、象牙、紫檀木、黑曜石等手工艺也有很高的成就。
古代埃及的造船技术已经颇具规模，可以制造大型木船，使用苇编成的席做帆。古代埃及制作车的技术也已经成熟，著名的拉美西斯二世的战车的型制已经非常完整。

#### 两河流域
古代两河流域生活着很多民族，以农业生活为基础的苏美尔人最先在这里建立城邦国家。他们创造了楔形文字，书写在泥板上，这就是著名的泥板书。随后，阿卡德人建立闪米特王国。公元前18世纪， 阿莫莱特人统一两河流域建立了巴比伦王国，制定了世界上第一部成文法典汉谟拉比法典。巴比伦人首先开始使用釉料、玻璃和琉璃，在伊拉克西维埃出土的绿花釉小罐被认为是釉料和玻璃的最早标本。在巴比伦王尼布甲尼萨建造新巴比伦城的时候还使用琉璃砖砌成城门，成为建筑史上的创举。其间还建造了著名的世界七大奇迹之一——空中花园。波斯王朝吞并两河流域之后延续了这种设计方法，公元3世纪时贾普尔一世的宫殿中还出现了马赛克壁画。
由于长期的战乱，两河流域的军事设计非常发达，尤其是和骑兵相关的部分更加完备。武器、护具、马具一般都配有精美的装饰纹样，不但是作战利器，也是不可多得的工艺品。

#### 希腊和罗马
古代希腊、罗马是现代设计发源地——欧洲的文化源头，因而在设计史上占有极其重要的地位。
希腊文明发源于爱琴文明。在建筑方面，米诺斯迷宫和阿特里乌斯宝库分别代表了爱琴文明的两个阶段克里特文明和迈锡尼文明。“米诺斯迷宫”占地面积很大，但却没有对称平面布局和庄严的外观，设计思想和其他文明的帝王宫殿迥然不同。“阿特里乌斯宝库”是迈锡尼国王阿伽门农父亲的坟墓，和考古发现的其他同时期的迈锡尼建筑一样，它的最大特点是拱券和拱顶技术的运用。拱券在古埃及就已经出现，但在迈锡尼才得到了充分的发挥。在迈锡尼文明中还有一种很被称为“迈加隆”（Megaron）的建筑，是希腊围柱式建筑的前身。
克里特和迈锡尼的陶器则分别呈现出两种风格。克里特的陶器在新石器时期有著名的“虹霓陶器”，后期的陶器则明显受到西亚原始红陶的影响。而迈锡尼的陶器风格则明显接近希腊陶器。
古希腊的设计成就主要表现在建筑和陶器两个方面。受到迈锡尼“迈加隆”建筑和古埃及承柱式建筑的影响，希腊形成了“围柱式建筑”，其代表是波赛冬神庙。而古希腊建筑的最高成就是由著名的雕刻家菲狄亚斯受雅典君主伯里克利斯的委托在公元4世纪设计完成的雅典卫城。其中有著名的帕提农神庙、厄瑞克忒翁庙和由建筑家墨涅西诺斯设计的卫城山门。希腊在建造围柱式建筑时形成了具有独特文化风格的希腊柱式，到今天都有很广泛的应用。古希腊建筑的另一个杰出代表是由世界七大奇迹之一美称的亚历山大港灯塔。
黑绘式陶器和红绘式陶器是古希腊比较常见的陶器皿。
古罗马文明最伟大的成就是建筑。罗马人使用火山灰和石子造成混凝土，作为建筑的粘和剂和浇筑材料，因而可以建造大空间的圆顶和拱券的建筑，其代表是罗马万神殿。著名的罗马建筑还有巴西利卡（Basilica）、科西莫圆形斗兽场、康斯坦丁大凯旋门、卡拉卡拉浴场等，其中，凯旋门更是作为一种纪念性建筑一直沿用很久。
古罗马著名建筑师维特鲁威的《建筑十书》总结了罗马人的建筑技术，是西方设计实务的第一部有系统的完整著作。
古罗马另一个引人注目的设计领域是机械设计，牵引记、扬水机、弩炮和各种工程机械在《建筑十书》中都有记载。而有古代爱迪生美称的亚历山大的希罗则进行了大量的机械设计，最著名的是希罗汽动球，背后人成为“蒸汽滑轮机”的雏形。此外，他还设计过神庙中的自动门，自动给水装置和齿轮组。
古罗马的工艺品设计以青铜和玻璃著称于世。古罗马人的青铜器皿华丽、精巧，对中世纪和文艺复兴时期的艺术产生了重要影响，例如，古罗马卷涡形装饰纹样就是文艺复兴装饰纹样的源头。古罗马人改造了玻璃工艺，将埃及的“热融嵌条法”改为吹制玻璃器皿，还发明了“浮雕玻璃工艺”。

#### 中国
古代中国人在新石器晚期掌握了青铜的制造，春秋时期出现青铜制造的失蜡法，可以铸造很精美的青铜礼器，后来更将青铜广泛的应用在生产和军事领域，出现了耒（lěi）耜（sì）等农业工具和戈、矛、钺、鏚、刀、剑、弓箭和弩机等武器。在生活方面，青铜器更是应用广泛，有鼎、鬲（lì）、甗（yǎn）等蒸煮器皿，簋（guǐ）、盨（xǔ）、簠(fǔ)和豆、铺、盂等盛装器皿，还有爵、角、斝（jiǎ）、觚（gū）、觯（zhì）、杯、觥（gōng）等饮酒器具，冰鉴则是一种冷藏设备。
古代中国的纺织以丝织技术和丝绸著称，考古发现早在新石器时代，就有了丝织物。而在古代文献中记载的丝织物的种类就有缯（zēng）、缟（gǎo）、帛（bó）、素、练、纨（wán）、纱、绢、縠（hú）等。除了平纹织物之外，还出现了斜纹织物、重经织物、重纬织物和提花织物，这样服饰上的花纹就非常丰富，织物的染色技术完善起来，染色的颜料包括矿物颜料和植物颜料，品种十分齐全。
古代中国在服饰方面的另一个贡献就是刺绣技术。
古代中国的建筑设计不像埃及、罗马那样多采用石材建造，而是以木构架为骨骼的架构式建筑，形成了一套独特的建筑体系。
中国第一部手工业技术规范总汇——《考工记》是在秦朝的时候编纂完成的。
资料出处：康永盛世http://kingculture.com.cn （页面存档备份，存于）

#### 其他國家
- 古代印度
- 古代非洲
- 古代美洲

### 后期手工业时代

#### 欧洲
中世纪欧洲是被宗教严格控制的时代，因而，设计也是围绕宗教这个中心进行的。首先就是建筑以宗教建筑为主，出现了不同风格的宗教建筑样式。公元5-10世纪，西欧的宗教建筑仍以“巴西利卡”式建筑为主，而在东罗马帝国则出现了拜占庭建筑，其代表是君士坦丁堡的圣索非亚大教堂。到了11世纪，罗马式建筑在法国和意大利大量出现，其代表是意大利的比萨大教堂，比萨斜塔就位于其中。12世纪在法国巴黎附近的圣德尼修道院院长苏哲的倡导下兴起了哥特式教堂，形成了哥特式建筑样式。
圣书手抄本是欧洲中世纪的重要工艺品，对后世的书籍装帧设计和字体设计都产生了很大的影响。中世纪圣书手抄本制作工艺复杂，多使用泥金工艺，因而也被称为泥金装饰手抄本。代表作品有意大利匠人制作的“蒂奥多林达装饰版”和德国匠人制作的《林道夫福音书》等。

#### 中国
中国封建时期经历了很多朝代，每个朝代都建造了规模宏大、规划严整的宫殿，但是大多数遭到了不同程度的破坏，现存最完整的皇家宫殿是明清紫禁城。
在中国，另一种广泛存在的建筑是寺庙。中国的寺庙主要是佛教寺庙和道教的道观两种。由于受到历代统治者的重视，佛教寺庙一般规模宏大、布局严谨，著名的佛教寺庙及建筑有五台山的南禅寺和佛光寺正殿以及浙江杭州的灵隐寺。道教建筑为了体现道教的哲学思想，则以“险”和“玄”著称，著名的道教建筑有山西恒山的悬空寺。中国古代民居也是颇有特色的，其中以长江中下游地区的园林最据代表性。
中国家具不但样式丰富多样，手工艺制作也非常精美。宋代以后，尤其是明代，中国家具在结构、材料、造型、色泽都趋于完美，形成著名的苏式家具，到了清代，在家具和建筑装饰上广泛采用了木雕工艺，出现了著名的徽雕艺术。
瓷器是中国封建时期另一项重要的手工艺。青瓷完成了从陶到瓷的转变，中国最早的青瓷出现在商代，到六朝时代，青瓷技术发展成熟，西晋楼阁人物青瓷罐是这一时期青瓷制品的代表。唐代，综合了阿拉伯陶瓷工艺形成了唐三彩，具有独特的设计风格，对中国陶瓷工艺产生深远影响。
宋代的宋瓷是中国陶瓷艺术的高峰，形成了定窑、汝窑、耀州窑、景德镇窑等制瓷中心，景德镇更在元、明之后成为中国的“瓷都”。这些制瓷中心生产出，白瓷、青瓷、影青瓷、大青花瓷、黑釉瓷、开片、彩釉等众多的瓷品种。中国匠人还运用珐琅工艺生产出著名的工艺品景泰蓝。
汉代东汉时期的蔡伦发明了造纸术，并经阿拉伯传播到整个世界，人类文明史从此开始了文化传播的纸媒时代。中国的造纸业也逐步完善和发展起来，出现了著名的宣纸。由于纸的出现，唐代出现了最早的印刷术——木刻雕版印刷。到了宋的时候，毕昇发明了用在纸媒上的活字印刷术。
“筒车”和“提花织机”是中国古代机械设计的突出成就。“筒车”是三国时的能工巧匠马钧设计出来的，汲取河水进行水利灌溉的机械，一直到近、现代在中国农村还能看到这种木制灌溉设备。“提花织机”是中国整个封建社会丝织技术的最高成就，和现代的提花织机相比照，除了动力系统被改变，其工作原理几乎没有什么不同。
明代宋应星的著作《天工开物》是一部记载科学技术的书籍，是研究中国古代生产技术的重要史料。

#### 阿拉伯
阿拉伯帝国统一后，兼收并蓄东西方的科学技术成果，伊斯兰文明达到了发展的高峰。阿拉伯人在印度数字的基础上创造了世界通用的阿拉伯数字。阿拉伯工匠则根据等速运动原理发明了有摆的钟表。
伊斯兰建筑结合东西方建筑文化，具有独特的设计风格。其主要成就表现在对宗教建筑清真寺的建造当中，代表建筑有巴基斯坦拉合尔的巴特贾希清真寺、叙利亚大马士革的加里夫·阿尔·弗列德清真寺以及西班牙科尔多瓦大清真寺。
阿拉伯陵墓建筑的杰出成就是印度的泰姬陵。
阿拉伯的手工艺品主要是阿拉伯地毯、玻璃工艺、象牙雕刻工艺。阿拉伯是琉璃技术、珐琅工艺的发源地。

### 文艺复兴到工业革命之前的欧洲
经历了中世纪的压抑之后，欧洲进入了文艺复兴时期，人文主义兴起，对设计思想产生了重大的影响，出现了众多璀璨的融各种技艺于一身的艺术巨匠。那时，工业革命尚未出现，设计还主要集中在手工业领域，因而这一阶段的设计一般划归于后期手工业阶段。但这段时期承前启后，奠定了现代设计产生的物质和精神基础，是现代设计的摇篮，在设计史上是一段很重要的时期。
欧洲中世纪，哥特式宗教建筑一直是最主要的建筑样式。受到文艺复兴思想的影响，在建筑中体现人的需要的痕迹越来越明显，以破除哥特式建筑的宗教压抑感。被称为第一件真正属于文艺复兴时代的作品是由著名建筑设计师菲利波·布鲁内莱斯基设计的和佛罗伦萨总教堂同时完成的育婴院。著名建筑家和理论家阿尔伯蒂阐发了古典建筑理论的构想：柱式论和比例论，把建筑艺术从圣·苏哲的神学泥潭中解放出来。形成了欧洲文艺复兴时期建筑的古典主义风格。由多纳托·伯拉孟特、米开朗基罗、贝尼尼先后进行设计的罗马圣彼得大教堂是古典主义建筑的辉煌之作。
古典主义风格到了后期，出现了过于强调“S”型曲线造型的倾向，进而出现了巴洛克艺术。由意大利样式主义艺术家罗索·菲奥伦蒂诺设计的法国佛朗索瓦一世长廊是巴洛克风格的蓝本，凡尔赛宫中路易十四的寝厅豪华奢侈，是巴洛克风格的代表。
在路易十五统治期间，对豪华风格的追逐发展到了空前的阶段，导致了堆砌装饰、内容空洞的洛可可风格的出现，因而洛可可风格也被称为路易十五风格，其在建筑上的代表是由建筑师波福朗设计的巴黎苏比兹府邸椭圆形客厅和阿萨姆设计的德国巴伐利亚州鲁尔巡礼者教堂的圣母升天祭坛。
洛可可风格尤其注意对室内家具的设计，以增强奢侈豪华的感受，因而洛可可风格在家具设计上鼎盛一时，给后世的家具设计影像很深。当时著名的洛可可家具设计师有法国的安托万·高德勒和英国的托马斯·奇宾达尔。
洛可可风格服饰的代表是在当时欧洲贵族妇女中风行一时的飘摇裙。
在机械和工程设计方面，列奥纳多·达·芬奇做出了很大的贡献。他关于飞机、坦克、火炮的设计构想，不单显示出他个人的远见卓识，更显示出人文主义设计思想对欧洲中世纪传统设计思想的突破。
欧洲文艺复兴之后的手工艺品方面的成就主要表现在金银器和瓷器方面。尤其是瓷器出现了德国的“硬瓷”和法国的“软瓷”品种。手工艺品受到洛可可风格的影响也非常明显。
法国大革命之后，艺术和设计上的奢靡风气遭到批判和抛弃，新古典主义登上了历史舞台，巴黎大凯旋门就是这种以表现宏大、崇高见长的设计风格的典型代表。

## 工业时代
工业时代的设计指的是18世紀欧洲工业革命之后的设计，以瓦特蒸汽机和珍妮纺纱机发明为开端的工业革命中，产品生产工艺出现了以下重大的变化：
1. 以钢铁、塑料为代表的新生产原料大量出现，取代手工业时代的传统原料；
2. 以煤、电、石油和蒸汽机、发电机为代表的新能源和动力大量出现，取代了传统手工业的动力来源——畜力和人的体力；
3. 以瓦特蒸汽机和珍妮纺纱机为代表的新的自动机器，替代了手工操作，预示了大发明时代的到来，生产效率大大提高，生产规模急速膨胀；
4. 以机器为生产手段的生产组织形式——工厂出现，形成了更为细致的生产分工；
5. 以轮船、飞机、电报、电话为代表的新的交通工具和通讯工具使得人类交流和文化传播的效率大大提高；
6. 科学和工业紧密的结合起来，更多的参与到生产过程中。

从设计的角度来看，机器代替手工生产带来的最大变化是设计过程和制造过程分离，设计逐渐作为一个独立的行业出现了，开始了真正意义上的现代设计的进程。
工業時代的設計在发展的过程中，不断跟随科学技术的变革，加深对机械语言的理解，形成了很多次影响整个社会的设计运动以及众多的不同风格的设计流派，这些运动、流派和在一起就形成了现代主义设计潮流，对后世设计产生重要的影响。

### 艺术与工艺运动,旧译“工艺美术运动”
以往国内习惯将“艺术与工艺运动”（Arts and Crafts Movement）的名称译为“工艺美术运动”，这一译法易引起误解。正如其英文原文所显示，这场运动试图改变文艺复兴以来艺术家与手工艺人相脱离的状态，弃除工业革命所导致的设计与制作相分离的恶果，强调艺术与手工艺的结合。正是因此，在2010年中国大陆出版的一部较客观完善的西方设计通史建议采用“艺术与工艺运动”这一更准确的直译名。
1. ↑  参阅邵宏主编：《西方设计：一部为生活制作艺术的历史》第二章第三节，长沙，湖南科学技术出版社，2010年。

在18世纪的欧洲，一方面从巴洛克到洛可可的贵族化审美情趣是手工艺品的主流，另一方面，大量以功能为唯一存在目的的丑陋工业品充斥平民百姓的日常生活。威廉·莫里斯对此非常敏感，因而发起了工艺美术运动，以手工艺品的复兴来反抗工业制品的粗制滥造。
莫里斯对待工业品的态度虽然是消极的，但是他回归自然、整体设计的设计思想对后世影响很大。当然这种反抗也对当时的工业品的设计问题提出了疑问，使得工业家们意识到产品设计问题的重要性。
莫里斯和菲利浦·维伯合作设计建造的位于肯特郡的红屋是其整体设计和回归自然设计风格的集中体现。莫里斯在设计领域涉及很广，从建筑到装饰墙纸，从家具到其他手工艺品，都有他留下的优秀作品。他在设计中广泛应用曲线形花草植物纹样，形成了优雅、华丽的设计风格，他在1896年为《桥沙集》设计的书籍装帧是这种风格的代表作品，被装帧设计界称为“现代书籍装帧第一书”。
由莫里斯担任主席的“艺术与手工业协会”的成立成为工艺美术运动的高潮，对后世各专业设计领域产生重大影响的工艺美术大师维伯（室内设计）、麦金托什和沃赛（家具设计）、德莱塞（陶艺设计）、比亚兹莱（插图和书籍装帧设计）等在这个协会齐集一堂，创作出大量的优秀作品。
作为对莫里斯的响应，在苏格兰的格拉斯哥城出现了以麦金托什为领袖的格拉斯哥四人派。

### 新艺术运动
- 新艺术运动的源起
- 艾菲尔铁塔和法国新艺术运动
- 凡·德·威尔德和比利时新艺术运动
- 安东尼·高第和西班牙新艺术运动
- 青年风格和德意志制造同盟对德国设计的影响

### 美国的设计和芝加哥学派
- 芝加哥家庭保险公司大楼
- 芝加哥学派和功能主义

### 合理主义和新建筑运动
- 法蘭克·勞埃德·萊特和流水别墅
- 贝伦斯和通用电器公司
- 格羅佩斯
- 密斯·凡德勒
- 柯布西耶

### 现代主义设计流派
- 表现主义
- 未来主义
- 荷兰风格派运动
- 构成主义(艺术）

### 包豪斯和现代设计
- 格洛佩斯和包豪斯的创立
- 包豪斯和现代设计教育体系

### 两次世界大战中的军事设计
- 武器
  - 枪
  - 炮
  - 原子弹
  - 坦克
  - 战斗机和轰炸机
  - 舰艇
- 军服
  - 美、英军服
  - 德军军服
- 军徽、军旗
- 军事交通运输设备
  - 吉普车

## 后工业时代
后工业时代的设计約可分為下列方向來探討：

### 后现代主义建筑
- 反理性主义
- 爱德华·杜勒尔·思东和新德里美国大使馆
- 罗伯特·文丘里：“少則厭煩”(Less is a bore)
- 悉尼歌剧院
- 龐畢度國家藝術和文化中心

### 后现代设计潮流
- 波普风
- 宇宙热
- 回归潮

## 數位時代
因網路與電腦大量普及，出現了與工業時代、手工藝時代截然不同的風貌，可分為下列方面探討。

### 革命
- 计算机的发明和演进
- 虚拟空间和非物质设计

### 新的设计载体和设计门类
- 网络
- 多媒体
- 软件
- 电脑游戏